# Чивизаде Мухиддин Мехмед-эфенди
Чивизаде́ Мухидди́н Мехме́д-эфе́нди (тур. Çivizade Muhiddin Mehmed Efendi; 1476/1477 — 19 сентября 1547, Стамбул) — шейх-уль-ислам Османской империи в правление султана Сулеймана I.

## Биография
Мухиддин Мехмед-эфенди был сыном учителя и каллиграфа Чиви Ильяса-эфенди. После смерти отца уехал в Стамбул, где получал свое образование у Моллы Бали, Таджизаде Джафера-челеби и Фенаризаде Мухиддина-челеби.
Получив образование, Мухиддин Мехмед-эфенди преподавал в медресе Эдирне и Бурсы. По приглашению Ахмеда-паши, в то время бейлербея Египта, он отправился в Чорлу, где преподавал в недавно построенном медресе. После бунта Ахмеда-паши в Египте, Мухиддин Мехмед-эфенди отказался преподавать в медресе предателя и вернулся в Стамбул. После возвращения в Стамбул он продолжил преподавать в медресе столицы и в медресе Уч Шеферели (Эдирне). 
В 1527 или 1528 году Мухиддин Мехмед-эфенди был назначен кадием Египта, на посту которого приобрёл популярность у населения. По его приказу в Египте было отремонтировано большое количество мечетей и медресе. В 1537 году Мухиддин Мехмед-эфенди был назначен казаскером Анатолии, в должности которого служил два года. 
В феврале 1539 года после смерти шейх-уль-ислама Садуллы Сади-эфенди был назначен на эту должность. На посту шейх-уль-ислама Мухиддин Мехмед-эфенди запомнился жёсткой позицией по некоторым вопросам, давал нетрадиционные фетвы и выступал против деятелей суфизма. Когда Эбуссууд-эфенди принёс в Государственный Диван свои фетвы, Мухиддин Мехмед-эфенди отверг их, как противоречащие взглядам предыдущих деятелей права. Султан Сулейман I, следивший за этим разговором, приказал визирям созвать улемов для решения этих вопросов. Улемы пришли к выводу, что Мухиддин Мехмед-эфенди был неправ и предоставили свои мнения в соответствии с указом великого визиря Лютфи-паши.
В 1542 году Мухиддин Мехмед-эфенди был уволен с поста шейх-уль-ислама с пенсией в размере 200 акче. Мухиддин Мехмед-эфенди стал первым человеком на посту шейх-уль-ислама, который был отправлен в отставку, что нарушило устоявшийся принцип неувольнения шейх-уль-ислама. В 1543 или 1544 году Мухиддин Мехмед-эфенди вместе с сыном Мехмедом отправился в хадж в Хиджаз. После возвращения из паломничества Мухиддин Мехмед-эфенди преподавал в медресе Сан-и Семана. 
В 1545 году был назначен казаскером Румелии, на посту которого критиковал взгляды одного из своих предшественников на посту шейх-уль-ислама Кемаля-паши-заде Шемсеттина. Шейх-уль-ислам Эбуссууд-эфенди узнал об этом и сообщил об этом Сулейману I, который попросил шейх-уль-ислама назначить наказание на его усмотрение. Мухиддин Мехмед-эфенди спрятался в доме одного из чавушей и был помилован после проведённых переговоров. 
Мухиддин Мехмед-эфенди скончался 19 сентября 1547 года от болезни. После поминальной молитвы, совершённой в мечети Фатиха Эбуссуудом-эфенди, Мухиддин Мехмед-эфенди был похоронен на Эюпском кладбище.

## Труды
- el-Îs̱âr li-ḥalli’l-Muḫtâr (комментарии)
- el-Muḫtâr li’l-fetvâ’sı (сборник фетв)
- Fetâvâ
- Risâle fi’l-hudûd ve’t-ta‘zîr
- Risâle fî vakfi’d-derâhîm ve’d-denânîr alâ Risâleti Ebi’s-Suûd
- Risâle fi’l-mesh ale’l-huffeyn
- Risâle fî hakkı’d-deverân